# Fàbrica de Sant Jaume
La fàbrica de Sant Jaume fou una fàbrica de riu, al peu del Llobregat, a Castellgalí (Bages), que va entrar en funcionament a finals del segle xix i va tenir un gran impacte en el creixement de la població. Actualment només resten runes de l'edifici, que va quedar abandonat des dels aiguats de 1971.

## Descripció
El que queda de la fàbrica de Sant Jaume es troba a la riba esquerra del Llobregat, al raval de Boades, anant en direcció al pont dels Ferrocarrils de la Generalitat de Catalunya des de la urbanització de la Torre del Breny. La fàbrica era un edifici de dues plantes, amb parets de pedra, teulada a dues aigües, amb les portes i finestres d'arc rebaixat i voltades de maó. En una porta lateral hi ha una placa de ciment amb la inscripció J.M. AÑO 1896. D'aquest edifici resta en peu la carcassa sense teulada i la xemeneia quadrangular a l'angle nord-est. Disposava d'un salt d'aigua per generar la força motriu. La primitiva resclosa era de fusta i més tard es va construir de pedra.

### Raval de Boades - Sant Jaume
A tocar de la fàbrica de Sant Jaume hi ha les ruïnes dels antics habitatges dels treballadors, que juntament amb un grup de cases més antigues formen el barri de Boades. S'hi arriba seguint el camí que discorre entre la via dels FF.CC. i el riu Llobregat fins a l'Angle. Les cases són cal Claveria, cal Frias i ca l'Auget. L'estructura d'aquestes ha canviat considerablement, ja que s'han rehabilitat a la darrera meitat del segle xx, motiu pel qual poques conserven elements originals. Prop de can Auget hi havia hagut un forn d'obra que ara ha desaparegut. Es conserven algunes barraques de vinya relacionades amb les cases. La més antiga d'aquestes és probablement cal Claveria, que ja apareix citada al 1715 en el llibre de censos del rector de Castellgalí. Probablement les altres dues cases també corresponguin a una època immediatament posterior a aquesta. Claveria conserva als baixos de la casa tres voltes de canó rebaixat de maó i una llinda amb la data de 1849. Probablement corresponen a cases de parcers d'alguna casa més important de l'entorn (Rubió, o el desaparegut mas de la torre del Breny).

## Història
Jaume Marcet de Vallhonesta va fer construir la fàbrica a les darreries del segle xix en uns terrenys que havia adquirit a can Vilaseca de Boades. Inicialment era una fàbrica tèxtil i hi treballaven obrers de la rodalia, dels Comtals i de Manresa. L'impacte de la fàbrica va ser notable, ja que va provocar un enorme creixement de la població que va deixar plens tots els pisos del barri de la Fàbrica. Més endavant aquest edifici va acollir diferents activitats: fabricació de paper, vidres per a llanternes, estació d'aigües de Sant Vicenç, derivats de les brises (subproducte de l'elaboració del vi), tractaments tèrmics, materials de construcció. La propietat de l'edifici i el salt ha passat per diversos amos, entre ells el fabricant Armengol. El 1971 una riuada inundà la planta baixa i arrasà la resclosa. Aquest fet va suposar la fi de l'activitat i des de llavors la fàbrica ha restat abandonada.